# Maison de Miloš Savčić
La maison de Miloš Savčić (en serbe cyrillique : Зграда у улици Краља Милана бр. 1 ; en serbe latin : Zgrada u ulici Kralja Milana br. 1) est située à Belgrade, la capitale de la Serbie, dans la municipalité urbaine de Stari grad. Construite en 1924-1925, elle est inscrite sur la liste des biens culturels de la Ville de Belgrade.

## Présentation
La maison de Miloš Savčić, située 1 rue Kralja Milana et également à l'angle d'Andrićev venac, a été construite en 1924 et 1925 pour l'ingénieur Miloš Savčić. Le projet a été réalisé selon des plans de Miloš Savčić lui-même et de l'architecte Evgenij Gulin (ru). Bâtie pendant une période de prospérité économique et sociale, la maison appartient à toute une série de bâtiments édifiés avec une double fonction : un espace commercial au rez-de-chaussée et des étages résidentiels.
La conception de l'extérieur conserve de nombreuses références à l'architecture académique du XIXe siècle ; les divisions horizontales de la façade sont soulignées par des corniches,et la façade principale est animée par une paire de colonnes ioniques.